# Xã Gray, Quận Stutsman, Bắc Dakota
Xã Gray (tiếng Anh: Gray Township) là một xã thuộc quận Stutsman, tiểu bang Bắc Dakota, Hoa Kỳ. Năm 2010, dân số của xã này là 41 người.